# 1991 год в истории метрополитена
В этой статье перечисляются основные  события из истории метрополитенов в 1991 году. Полужирным шрифтом выделены открытия новых транспортных систем.

## События
- Выпущен опытный состав модели 81-718/719.
- 1 марта — открыт северный радиус Серпуховско-Тимирязевской линии Московского метрополитена. Открылись станции «Дмитровская», «Тимирязевская», «Петровско-Разумовская», «Владыкино» и «Отрадное» — последние станции в Москве до распада СССР.
- 27 апреля — открыт Свердловский метрополитен (ныне Екатеринбургский метрополитен). Первый пусковой участок с тремя станциями: «Проспект Космонавтов», «Уралмаш» и «Машиностроителей».
- 30 апреля — на Узбекистанской линии Ташкентского метрополитена открыты станции «Тинчлик» и «Беруни».
- 28 мая — в Минском метрополитене между станциями «Купаловская» и «Пролетарская» Автозаводской линии открылась станция «Первомайская» (Першамайская).
- 1 июня — открыты 2 станции Мюнхенского метрополитена: «Баслер Штрассе» и «Фюрстенрид Вест». В Мюнхене теперь 68 станций.
- 26 июля — открыта станция Новосибирского метрополитена «Площадь Маркса».
- 26 августа — станция Киевского метрополитена «Площадь Октябрьской революции» переименована в «Майдан Незалежности».
- 9 сентября — открыта первая очередь полностью автоматической Линии D Лионского метрополитена от станции Горж де Лу до станции Гранж Бланш.
- 9 ноября — открытие участка Porscheplatz — Berliner Platz Эссенского метрополитена.
- 30 декабря — открыты первые участки метрополитенов в СНГ:
  - второй участок Сырецко-Печерской линии Киевского метрополитена длиной 4,4 км с двумя станциями: «Дружбы народов» (ныне «Зверинецкая») и «Выдубичи».
  - 52-я, 53-я и 54-я станции Петербургского метрополитена: «Лиговский проспект», «Достоевская», «Садовая».

## Происшествия
| Дата       | Метро                   | Погибли | Пострадали | Описание                                                                                |
| ---------- | ----------------------- | ------- | ---------- | --------------------------------------------------------------------------------------- |
| 23 декабря | Лондонский метрополитен | 0       | 0          | Двойной теракт в поезде на станции «Харроу-он-зе-Хилл» и в метродепо «Нисден» (Neasden) |